# Новинки (Богородский район)
 Новинки  — деревня в Богородском районе Нижегородской области.

## География
Находится на расстоянии приблизительно 21 км на юг от районного центра города Богородск.

## История
До апреля 2020 года входила в состав Хвощёвского сельсовета.

## Население
Постоянное население составляло 9 человек (русские 100%) в 2002 году, 3 в 2010.